# Aleksandra z Galacji
Święta Aleksandra z Galacji (zm. ok. 300 lub ok. 310) – męczennica chrześcijańska i święta Kościoła katolickiego i prawosławnego.

## Żywot
Aleksandra pochodziła z Ancyry w Galacji (obecnie: Ankara w Turcji) lub według innej tradycji z tureckiego Amizos. Poniosła śmierć męczeńską za czasów cesarza Dioklecjana. Jak podaje legenda miała zginąć, wraz z sześcioma innymi dziewicami (Klaudią, Eufrazją, Matroną, Julianną, Eufemią i Teodozją), utopiona w grzęzawiskach znajdujących się wokół swego miasta rodzinnego. Karę tę wymierzył dziewczętom miejscowy zarządca za to, że odmówiły wzięcia udziału w procesji z posążkami Artemidy i Ateny. Według innej wersji po torturach zginęły w rozpalonym piecu.
Z losem dziewcząt wiąże się jeszcze jedna męczeńska śmierć. Chodzi o Teodota, który w nocy wydobył z wody ciała dziewic, aby im sprawić chrześcijański pogrzeb. Zdradzony przez sąsiadów został okrutnie umęczony i ścięty. Na koniec ciała wszystkich męczenników spalono.
Wspomnienie liturgiczne św. Aleksandry i Towarzyszek obchodzone jest 20 marca.